# Škerlak
Škerlak je priimek več znanih Slovencev:
- Belica Škerlak (1945—1992), arhitektka, filmska in TV-scenografka
- Silva Exel Škerlak (1906—1987), ekonomistka in pedagoginja
- Slavko Škerlak (*1960), policist in veteran vojne za Slovenijo
- Tibor Škerlak (1913—1992), kemik, univ. prof. v Sarajevu
- Vladimir Škerlak (1909—2002), pravnik in planinec
- Vladimir Škerlak (1940—2000), violinist, koncertni mojster in glasbeni pedagog v Švici, nato zdravnik